# Coniophanes
Coniophanes es un género de culebras que pertenecen a la familia Dipsadidae. Su área de distribución se extiende desde el centro de Norteamérica, América Central, hasta el norte de Sudamérica. El género incluye 17 especies reconocidas.

## Descripción
Las serpientes del género Coniophanes pueden alcanzar una longitud de 30 - 45 cm. Suelen ser de color marrón con rayas negras por las costas y el centro de la espalda. La parte inferior es de color rojo o naranja. Algunas de las especies, como C. alvarezi tienen un color marrón uniforme.

## Comportamiento
Culebras Coniophanes pasan mucho tiempo excavando en suelos sueltos, la hojarasca, o debajo de cactus en descomposición. Son de hábitos nocturnos, y salen de sus refugios subterráneos en la noche para alimentarse de ranas, lagartijas, pequeños roedores y serpientes pequeñas. Son ovíparos y ponen un máximo de 10 huevos en tierra suelta. Los huevos eclosionan en alrededor de 40 días, dependiendo de la temperatura y la humedad. Las crías son de aproximadamente 6,5 cm de longitud.

## Especies
- Coniophanes alvarezi (Campbell, 1989) - México
- Coniophanes andresensis (Bailey, 1937) - Isla San Andrés, Colombia
- Coniophanes bipunctatus - México, Guatemala, Honduras, Belice, Nicaragua, Panamá, El Salvador, y Costa Rica
  - Coniophanes bipunctatus bipunctatus (Günther, 1858)
  - Coniophanes bipunctatus biseriatus (Smith, 1940)
- Coniophanes dromiciformis (Peters, 1863) - Ecuador y Perú
- Coniophanes fissidens - México, Belice, Guatemala, Honduras, El Salvador, Nicaragua, Costa Rica, Panamá, Ecuador, Perú, y Colombia.
  - Coniophanes fissidens convergens (Shannon & Smith, 1950)
  - Coniophanes fissidens dispersus (Smith, 1941)
  - Coniophanes fissidens fissidens (Günther, 1858)
  - Coniophanes fissidens proterops (Cope, 1860)
  - Coniophanes fissidens punctigularis (Cope, 1860)
- Coniophanes imperialis - Estados Unidos (Texas), México, Belice, Guatemala, y Honduras.
  - Coniophanes imperialis imperialis (Baird, 1859)
  - Coniophanes imperialis clavatus (Peters, 1864)
  - Coniophanes imperialis copei (Hartweg & Oliver, 1938)
- Coniophanes joanae (Myers, 1966) - Panamá
- Coniophanes lateritius  (Cope, 1862) - México
- Coniophanes longinquus (Cadle, 1989) - Perú
- Coniophanes melanocephalus (Peters, 1869)
- Coniophanes meridanus (Schmidt & Andrews, 1936)
- Coniophanes michoacanensis Flores-Villela & Smith, 2009 - México
- Coniophanes piceivittis - México, Guatemala, Honduras, El Salvador, Nicaragua, y Costa Rica.
  - Coniophanes piceivittis frangivirgatus (Peters, 1950)
  - Coniophanes piceivittis piceivittis (Cope, 1869)
- Coniophanes quinquevittatus (Duméril, Bibron & Duméril, 1854) - México y Guatemala
- Coniophanes sarae Ponce-Campos & Smith, 2001 - México
- Coniophanes schmidti (Bailey, 1937) - México, Belice, y Guatemala
- Coniophanes taylori Hall, 1951 - México